# Anders Bille
Anders Bille (19. března 1600 – 10./11. listopad 1657) byl dánský rigsmarsk, tedy důstojník, který od roku 1642 velel celému vojsku Dánska.
Narodil se jako syn Erikovi Jensenovi Biellovi a Metty Bannerové. Oženil se se Sofií Rosenkranzovou. Měl s ní jednoho syna a dvě dcery – Henrika, Sofii a Karen.
V letech 1635–43 působil jako guvernér estonského ostrova Ösel (Saaremaa). Roku 1650 úspěšně přesvědčil dánského krále Frederika III., aby nařídil stavbu boční opevnění pevnosti Fredriksodde (dnes Fredericia).
Byl smrtelně zraněn při obraně Fredriksodde během velké severní války proti Švédsku a zahynul po několika dnech v zajetí. Byl členem rodiny Billeových.